# Juan Hernández Ramírez
Juan Hernández Ramírez (* 8. März 1965 in Mexiko-Stadt) ist ein ehemaliger mexikanischer Fußballspieler auf der Position eines  Verteidigers.

## Leben
Hernández begann seine Profikarriere 1984 beim seinerzeit noch in der Hauptstadt ansässigen Club Necaxa. 1988 wechselte er zum Stadtrivalen América, bei dem er bis 1996 unter Vertrag stand und die besten Jahre seiner Laufbahn erlebte – denn mit den Americanistas gewann er seine einzigen Titel, insgesamt fünf an der Zahl. Auf nationaler Ebene gewann er in der Saison 1988/89 den Meistertitel der mexikanischen Liga sowie den Supercup. Auf internationaler Ebene gewann er zweimal den CONCACAF Champions’ Cup (1990 und 1992) sowie 1991 die prestigeträchtige Copa Interamericana. Außerdem spielte er noch für den CF Atlante und den CF Monterrey.
Zwischen 1987 und 1993 absolvierte Hernández 37 Einsätze für die mexikanische Nationalmannschaft, wobei dem Verteidiger sogar zwei Treffer gelangen: seinen ersten für „El Tri“ erzielte er in einem am 2. Dezember 1987 ausgetragenen Testspiel gegen Guayana (9:0) und den anderen in einer am 11. Juli 1993 ausgetragenen Begegnung um den CONCACAF Gold Cup gegen Martinique, die ebenfalls 9:0 gewonnen wurde. Mexiko gewann dieses Turnier mit der überragenden Bilanz von 28:2 Toren und leistete sich nur im Vorrundenspiel gegen Costa Rica (1:1) einen Punktverlust. Auch die übrigen Spiele gegen Kanada (8:0 in der Vorrunde), Jamaika (6:1 im Halbfinale) und die USA (4:0 im Finale) absolvierte Hernández über die volle Distanz. 

## Titel

### Verein
- Mexikanischer Meister: 1989
- Mexikanischer Supercup: 1989
- CONCACAF Champions’ Cup: 1990, 1992
- Copa Interamericana: 1991

### Nationalmannschaft
- CONCACAF Gold Cup: 1993